# 娜塔丽·麦恩斯

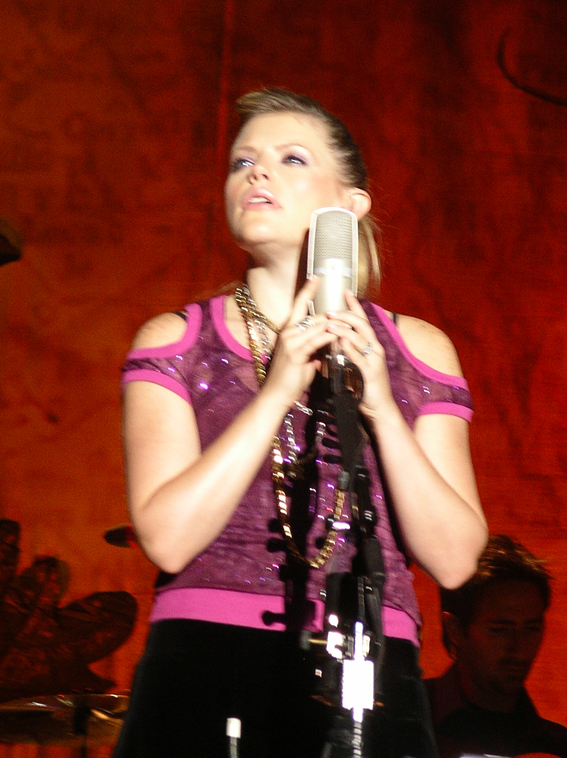
娜塔丽·麦恩斯

娜塔麗·麥恩斯（全名：娜塔麗·路易斯·麥恩斯，（英語：Natalie Louise Maines，1974年10月14日—），美國女歌手、詞曲創作人，生於美国德克萨斯州拉伯克，是另類鄉村樂團狄克西女子合唱團的主唱。

## 演藝生涯
1995年，娜塔麗·麥恩斯離開柏克理音樂學院後，狄克西女子合唱團便招募她加入以取代蘿拉·林奇（Laura Lynch）成為該團的主唱。在娜塔麗加入後，狄克西女子合唱團於1998年到2007年之間拿下十項CMA音樂獎（Country Music Association Awards，美國鄉村音樂獎）和十三項葛萊美獎。
2003年，在美國出兵伊拉克的前夕，娜塔麗在狄克西於「名揚四海（Top of the World Tour）」的倫敦演唱會上批評「狄克西『對於和美國總統布什同樣來自德州感到羞恥』」。娜塔麗的言論招來嚴厲的反對聲浪，她們很快失去大量支持者，鄉村音樂電台的抵制、恐嚇信，對狄克西女子合唱團帶來巨大衝擊。
2006年麥恩斯和狄克西女子合唱團發表一張「復出」專輯－「有志竟成（Taking the Long Way）」。這張專輯隨後獲得五項葛萊美獎，包括年度最佳專輯。